# ديفيد بينبيرثي
ديفيد بينبيرثي (بالإنجليزية: David Penberthy)‏ هو رئيس تحرير أسترالي، ولد في 1969.